# Hervormde Kerk (Sint Kruis)

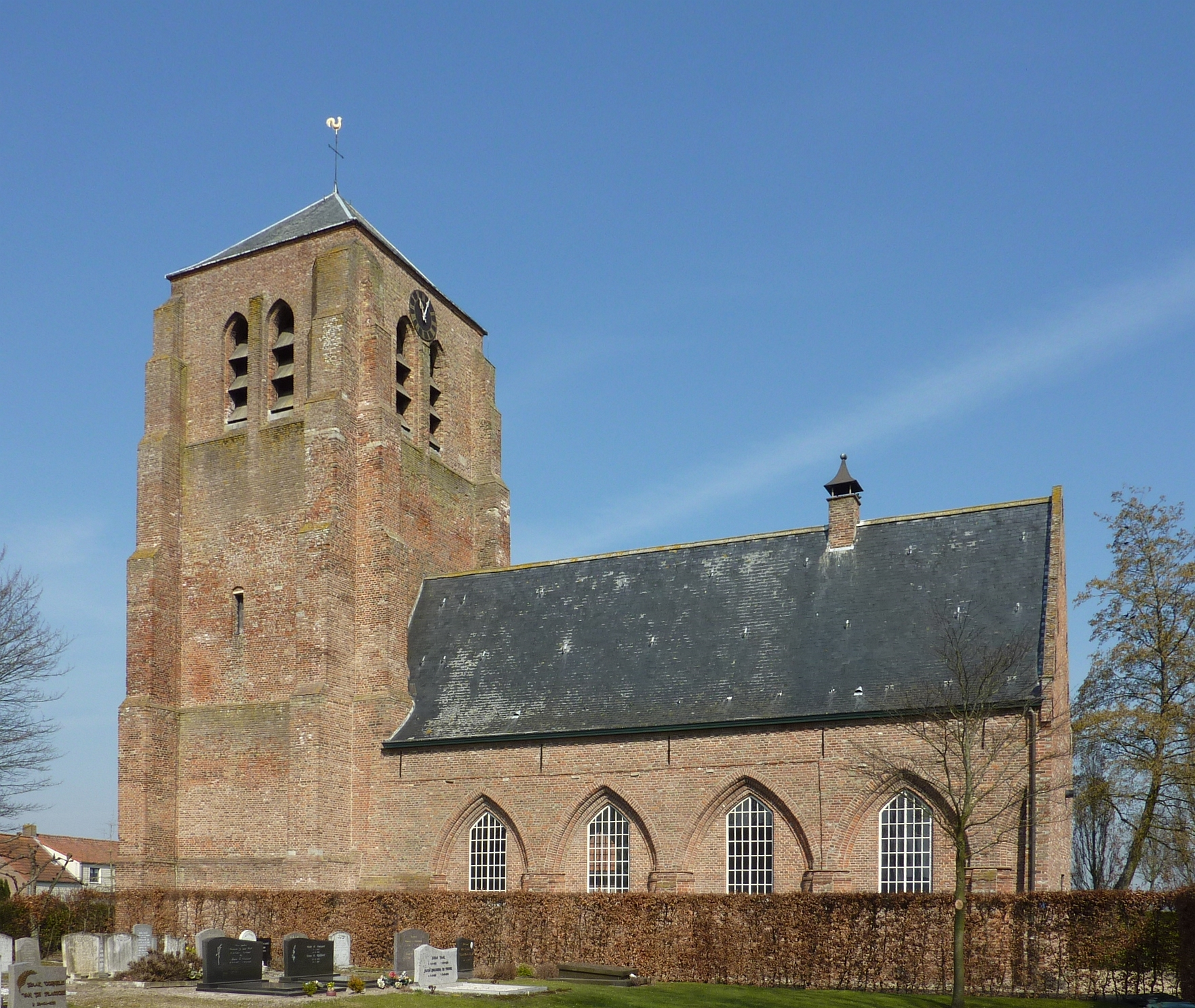
Die Kirche zu Sint Kruis

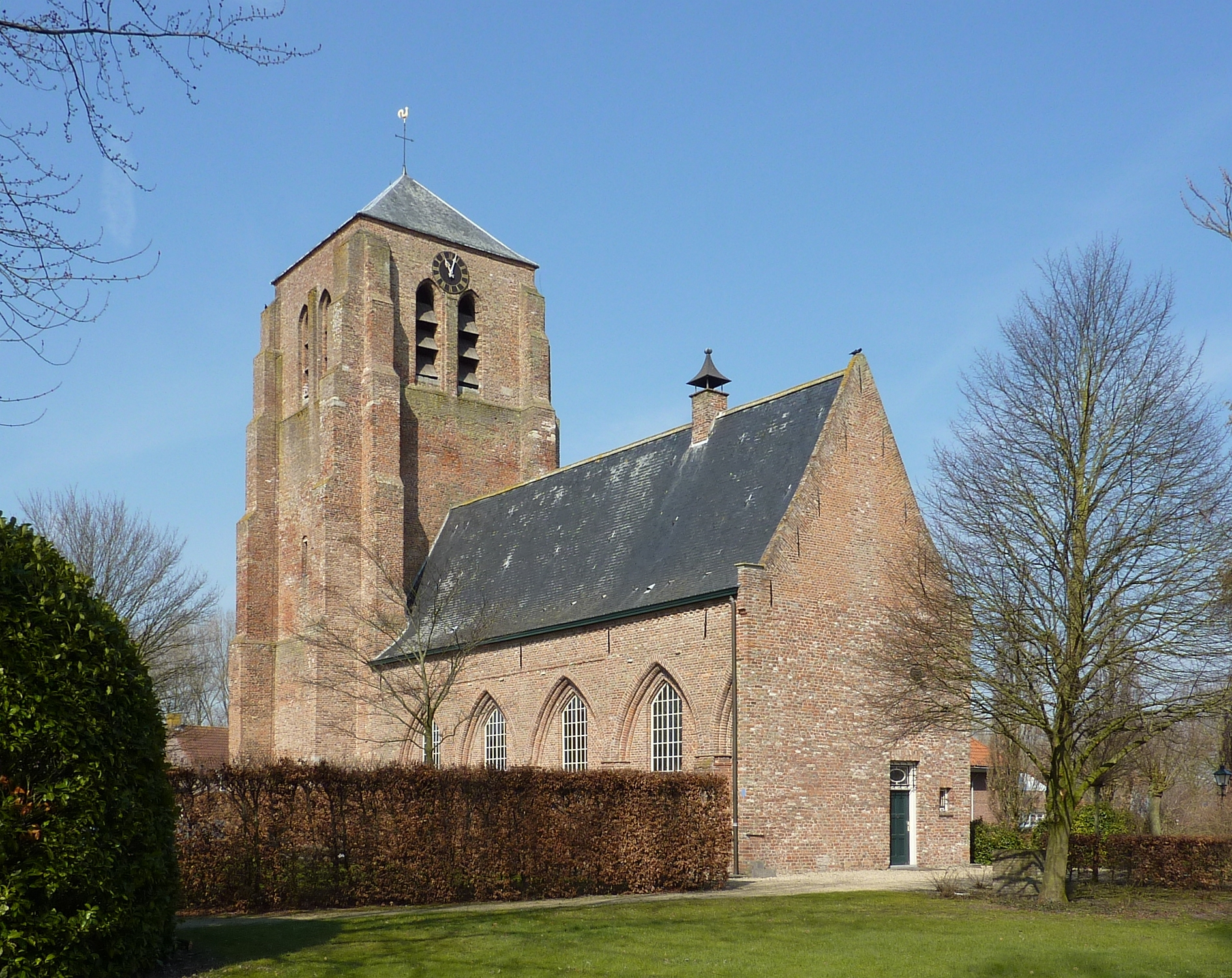
Blick von Südosten

Die Hervormde Kerk (deutsch Reformierte Kirche) ist ein Kirchengebäude einer reformierten Gemeinde innerhalb der Protestantischen Kirche in den Niederlanden in Sint Kruis, einem Ortsteil der Gemeinde Sluis in der Provinz Zeeland. Die Kirche ist seit 1974 als niederländisches Rijksmonument eingestuft.

## Geschichte
Im 14. Jahrhundert wurde der wuchtige Westturm der vermutlich bis zur Einführung der Reformation dem Heiligen Kreuz  (Sint Kruis) geweihten Kirche errichtet. Ihm wurde im Verlauf des 15. Jahrhunderts ein dreischiffiges Hallenlanghaus mit Querschiff und Chor angefügt.
Im Zuge des Achtzigjährigen Krieges erlitt das Gotteshaus schwere Zerstörungen. Im Zuge der Wiederherstellungsarbeiten in der Mitte des 17. Jahrhunderts wurden die Seitenschiffe, das Querhaus und der Chor nicht wieder hergestellt. Das Langhaus wurde um ein Joch gekürzt und die Arkadenbögen, die sich ursprünglich zu den Seitenschiffen hin öffneten, vermauert. Aus der Kirche entstand so ein im calvinistischen Gottesdienstgebrauch üblicher Saalbau. Im Zuge von Kampfhandlungen während der Schlacht an der Scheldemündung wurde die Kirche 1944 beschädigt und in den Jahren 1948/49 wieder hergestellt.
Die Kirchengemeinde von Sint Kruis gehört heute zu einer reformierten Gemeinde innerhalb der unierten Protestantischen Kirche in den Niederlanden.

## Orgel
Die Orgel wurde 1991 von der Werkstatt Orgelbau Schumacher aus Eupen, Belgien erbaut. Das Schleifladen-Instrument hat fünf Register auf einem Manualwerk (C–g3: Gedekt 8′, Prestant 4′, Roerfluit 4′, Principaal 2′, Cimbel II). Die Spiel- und Registertrakturen sind mechanisch.